# マシエ・マズール
マシエ・マズール（Maciej Mazur, 1991年8月20日 - ）は、ポーランド出身の空手家である。新極真会ポーランド支部所属。

## 概要
2015年に行われた第11回世界大会で8位入賞を果たし、ヨーロッパ最強の看板を引っ提げて襲来した第12回世界大会では、準決勝でヴァレリー・ディミトロフとのヨーロッパ頂上決戦を制してファイナルに進出し、準優勝を果たした。第7回全世界ウエイト制大会では、日本のエース格である入来建武を準決勝で破り、準優勝を果たした。

## 選手としての特徴
- 破壊力のある突きと台風のような強烈なラッシュが武器。
- 以前は後半で失速する課題があったが、克服しつつある。

## 実績
- 全世界空手道選手権大会
  - 第11回全世界空手道選手権大会 第8位
  - 第12回全世界空手道選手権大会 準優勝

- 全世界ウエイト制大会
  - 第7回全世界ウエイト制大会 重量級 準優勝

- 全ヨーロッパ大会
  - 2012年全ヨーロッパ空手道選手権大会 軽重量級 第3位
  - 2013年全ヨーロッパ空手道選手権大会 軽重量級 第3位
  - 2015年全ヨーロッパ空手道選手権大会 重量級 準優勝
  - 2016年全ヨーロッパ空手道選手権大会 重量級 準優勝
  - 2017年全ヨーロッパ空手道選手権大会 重量級 優勝
  - 2018年全ヨーロッパ空手道選手権大会 軽重量級 優勝
  - 2019年全ヨーロッパ空手道選手権大会 重量級 優勝

- 全日本空手道選手権大会
  - 第49回全日本空手道選手権大会 5位